# Scars (Soil)
Scars è un album discografico, uscito l'11 settembre 2001, del gruppo musicale statunitense Soil. Fruttò al tempo parecchia fama e notorietà alla band di Chicago.
Con un'impronta più rock e una maggior attenzione per la cura di dettagli ed effetti sonori, questo album riuscì ad rinfoltire la cerchia di fan del gruppo.
Scars vede ancora alla voce il cantante Ryan McCombs, che più tardi, nel 2004, lascerà la band per sostituire Dave Williams, deceduto a causa di un collasso all'Ozzfest del 2002, nei Drowning Pool.
La data della pubblicazione dell'album coincise con quella della tragedia del World Trade Centre, l'11 settembre 2001, cosa che suscitò successive critiche.

## Tracce
1. Breaking Me Down – 2:34
2. Halo – 3:17
3. Need To Fee – 3:39
4. Wide Open – 3:26
5. Understanding Me – 2:57
6. My Own – 3:43
7. Unreal – 3:15
8. Inside – 3:17
9. Two Skins – 2:58
10. The One – 2:49
11. New Faith – 3:15
12. Why – 2:59
13. Black 7 – 4:59